# شهرستان اصلاندوز
شهرستان اصلاندوز یکی از شهرستان‌های استان اردبیل ایران است. مرکز این شهرستان، شهر اصلاندوز است.
این شهرستان در تاریخ ۷ اسفند ۱۳۹۷ از شهرستان پارس‌آباد جدا شد و مستقل گردید.

## موقعیت جغرافیایی
شهرستان اصلاندوز از شمال با مرز جمهوری آذربایجان، از شمال شرقی با شهرستان پارس‌آباد، از شرق با شهرستان بیله‌سوار، از جنوب با شهرستان انگوت، از غرب با شهرستان خداآفرین و از جنوب غربی با شهرستان کلیبر استان آذربایجان شرقی همسایه است.

## تقسیمات کشوری
شهرستان اصلاندوز دارای ۲ بخش، ۴ دهستان و ۲ شهر به شرح زیر است:

### شهرستان اصلاندوز
| بخش   | مرکز بخش  | جمعیت بخش ۱۳۹۵ | نام دهستان    | مرکز دهستان | جمعیت دهستان ۱۳۹۵ | شهر       | جمعیت شهر ۱۳۹۵ |
| ----- | --------- | -------------- | ------------- | ----------- | ----------------- | --------- | -------------- |
| مرکزی | اصلاندوز  | ۱۷٬۷۰۹ نفر     | اصلاندوز غربی | گدایلو      | ۱۱٬۳۲۲ نفر        | اصلاندوز  | ۶٬۳۴۸ نفر      |
| مرکزی | اصلاندوز  | ۱۷٬۷۰۹ نفر     | اصلاندوز شرقی | آق‌قباق سفلی | ۶٬۳۸۷ نفر         | اصلاندوز  | ۶٬۳۴۸ نفر      |
| بران  | بران علیا | ۸٬۴۴۹ نفر      | بران          | بران سفلی   | ۳٬۹۹۰ نفر         | بران علیا | ۱٬۵۰۸ نفر      |
| بران  | بران علیا | ۸٬۴۴۹ نفر      | قشلاق غربی    | دلیک‌یارقان  | ۲٬۹۵۱ نفر         | بران علیا | ۱٬۵۰۸ نفر      |

## جمعیت
بر پایه سرشماری عمومی نفوس و مسکن در سال ۱۳۹۵، جمعیت شهرستان اصلاندوز برابر با ۳۲٬۵۰۶ نفر بوده‌است.